# 부남자
부남자(일본어: 腐男子 후단시[*])는 남성의 동성애를 그린 소설이나 만화를 좋아하는 남성을 가리키는 단어이다. 부녀자와 크게 다른점은 없다. 

## 정의
부녀자 문서에 서술되어 있으므로 생략.

## 같이 보기
- 부녀자 (동인)